# Virtuelle Fachbibliothek Recht
Die Virtuelle Fachbibliothek für internationale und interdisziplinäre Rechtsforschung <intR>² (gesprochen: „inter-zwei“, früherer Name: ViFa Recht) ist eine virtuelle Fachbibliothek, die Fachinformationen im Internet auf dem Gebiet der Rechtswissenschaft in einem Internetportal unter einer einheitlichen Oberfläche zur Recherche bereitstellt. Sie ist seit 2014 Teil des Fachinformationsdienstes für internationale und interdisziplinäre Rechtsforschung.

## Organisation und Finanzierung
Die Virtuelle Fachbibliothek <intR>² wurde am 18. Januar 2005 freigeschaltet. Sie wurde an der Staatsbibliothek zu Berlin eingerichtet, wo auch das Sondersammelgebiet Recht betreut wurde. Während sich letzteres auf die Beschaffung und den Nachweis „konventioneller fachwissenschaftlicher Literatur“ beschränkte, bezieht die Virtuelle Fachbibliothek Recht digitale Quellen mit ein. Das Portal wird von der Deutschen Forschungsgemeinschaft finanziert.
Seit 2014 wurde die ViFa Recht in den Fachinformationsdienst für internationale und interdisziplinäre Rechtsforschung eingegliedert, der an der Staatsbibliothek zu Berlin errichtet worden ist. Im Januar 2018 folgte ein umfangreicher Relaunch, der mit der Einführung eines neuen Designs und Namens sowie mit der Implementation zahlreicher neuer Services einherging.

## Vorbereitungen und Zielsetzung
Der Einrichtung der ursprünglichen ViFa Recht waren seit 2001 umfangreiche Untersuchungen über den speziellen Informationsbedarf von Rechtswissenschaftlern vorausgegangen. Die Studien kamen zu dem Ergebnis, dass die rechtswissenschaftliche Forschung und Lehre im Vergleich zu anderen Fächern einen überdurchschnittlichen Informationsbedarf aufweise. Rechtswissenschaftler benötigten demnach im Vergleich zu den Wissenschaftlern anderer Fächer deutlich mehr Zeit sowohl für die Recherche von Fachinformationen als auch für das Aussondern irrelevanter Fundstellen. Die Suche nach gedruckten Quellen stehe ganz im Vordergrund, während im Vergleich zu anderen Disziplinen damals sehr viel weniger in Online-Datenbanken recherchiert worden sei. Die Befragten wünschten sich vor allem eine Verbesserung der Verschlagwortung von Dokumenten und aussagefähige Abstracts. Die Suchergebnisse sollten besser strukturiert werden als es bisher in den Bibliothekskatalogen üblich gewesen sei, und der Zugang zu Volltexten sollte erleichtert werden.
Die in der ViFa Recht verfügbaren Quellen wurden daraufhin in einem Sammelprofil zusammengefasst, aus dem sich zusammen mit bestimmten Qualitätskriterien ergeben soll, welche Onlinequellen nachgewiesen werden. Bei der Auswahl stehen die Bedürfnisse von Wissenschaftlern im Verhältnis zu denjenigen praktisch arbeitender Juristen im Vordergrund. Rechtswissenschaftliche Laien gehören nicht zur Zielgruppe. Das Angebot umfasste demnach insbesondere keine Gesetzestexte als Volltexte und keine Rechtsprechung. Es sollte ausdrücklich keine Konkurrenz zu den bestehenden kommerziellen Datenbankanbietern in diesem Segment aufgebaut werden.

## Module
Die aktuelle Virtuelle Fachbibliothek <intR>² umfasst folgende Module:
- Ein VuFind basiertes Discovery-System bietet über die an der Staatsbibliothek Berlin gesammelte juristische Literatur hinaus den Nachweis aus über 200 Millionen Datensätzen aus Verbundkatalogen, Open-Access-Aggregatoren und weiteren Datenbanken.
- Ein Blogplanet mit einer internationalen (vorwiegend angelsächsischen) Auswahl an rechtswissenschaftlichen Blogs sammelt Blog-Einträge aus über 100 juristischen Blogs und stellt diese zum nach Kategorien sortierten Abruf zur Verfügung.
- Ein Zeitschrifteninhaltsdienst weist nach Kategorien sortiert Aufsätze in zahlreichen nationalen und internationalen rechtswissenschaftlichen Fachzeitschriften nach.
- Ein Newsletter informiert über die neuesten Serviceangebote des Portals sowie über ausgewählte juristische Tagungen, Ausschreibungen und akademische Veranstaltungen.
- Ein von der Deutschen Nationalbibliothek erstellter wöchentlicher Neuerscheinungsdienst ist in das Portal eingebunden.
- Die Neuerwerbungen des Fachinformationsdienstes für internationale und interdisziplinäre Rechtsforschung an der Staatsbibliothek zu Berlin werden nach Kalenderwochen sortiert nachgewiesen.
- Ein Habilitiertenverzeichnis soll dem rechtswissenschaftlichen Nachwuchs zu mehr Sichtbarkeit verhelfen.
- Seit 2015 erlaubt das fachliche Repositorium intR²Dok sowohl die Suche nach frei verfügbaren Volltexten als auch das Publizieren eigener rechtswissenschaftlicher Texte im Wege des Open-Access.
- Nachgewiesen werden auch gemeinfreie Digitalisate rechtswissenschaftlichen Inhalts. Nutzer mit akademischem Hintergrund können auch selbst Digitalisierungsvorschläge für gemeinfreie Werke einreichen (Digitalisierung on Demand).
- In einem Virtuellen Lesesaal steht berechtigten Benutzergruppen eine Auswahl hochklassiger Datenbanken und Nationallizenzen zur Verfügung.
- Der direkte Leihverkehr ermöglicht berechtigten Nutzergruppen aus dem akademischen Umfeld über den Direkten Leihverkehr den Literaturversand unmittelbar frei Haus.

## Kritik und Entwicklung
Schon beim Start der ViFa Recht wurde vielfach kritisiert, dass das Portal im Vergleich zu den einzelnen Angeboten, die es unter seiner Oberfläche zugänglich macht, keinen wirklichen Mehrwert biete. Die anfangs noch frei abrufbaren Online Contents Recht konnten seit 2007 nicht mehr von jedermann genutzt werden. Auch wurde beklagt, dass juristische Weblogs nicht erfasst würden. Hinsichtlich des Repositoriums intR²Dok wurde beklagt, dass dies nur den Angehörigen von Forschungseinrichtungen offenstehe, also beispielsweise nicht Rechtsanwälten oder den anderen juristischen Berufsträgern. Das Angebot wurde seitdem leicht erweitert, vor allem wurde das deutsche Bundesrecht sowie diverse Urteilssammlungen in die Suche nach Internetquellen aufgenommen. Vier Jahre nach dem Start der Fachbibliothek war das Angebot unter Rechtswissenschaftlern wenig bekannt und wurde vergleichsweise selten genutzt.
Durch den Relaunch der Webseite im Januar 2018 wurde das Angebot verschlankt und an aktuelle Seh- und Nutzungsgewohnheiten angepasst. Die Einführung neuer Dienste soll die Anbindung an die rechtswissenschaftliche Community stärken und dem von der DFG vertretenen Ansatz der Nutzernähe der Fachinformationsdienste Rechnung tragen.